# Holzschlag (Gemeinde Alland)

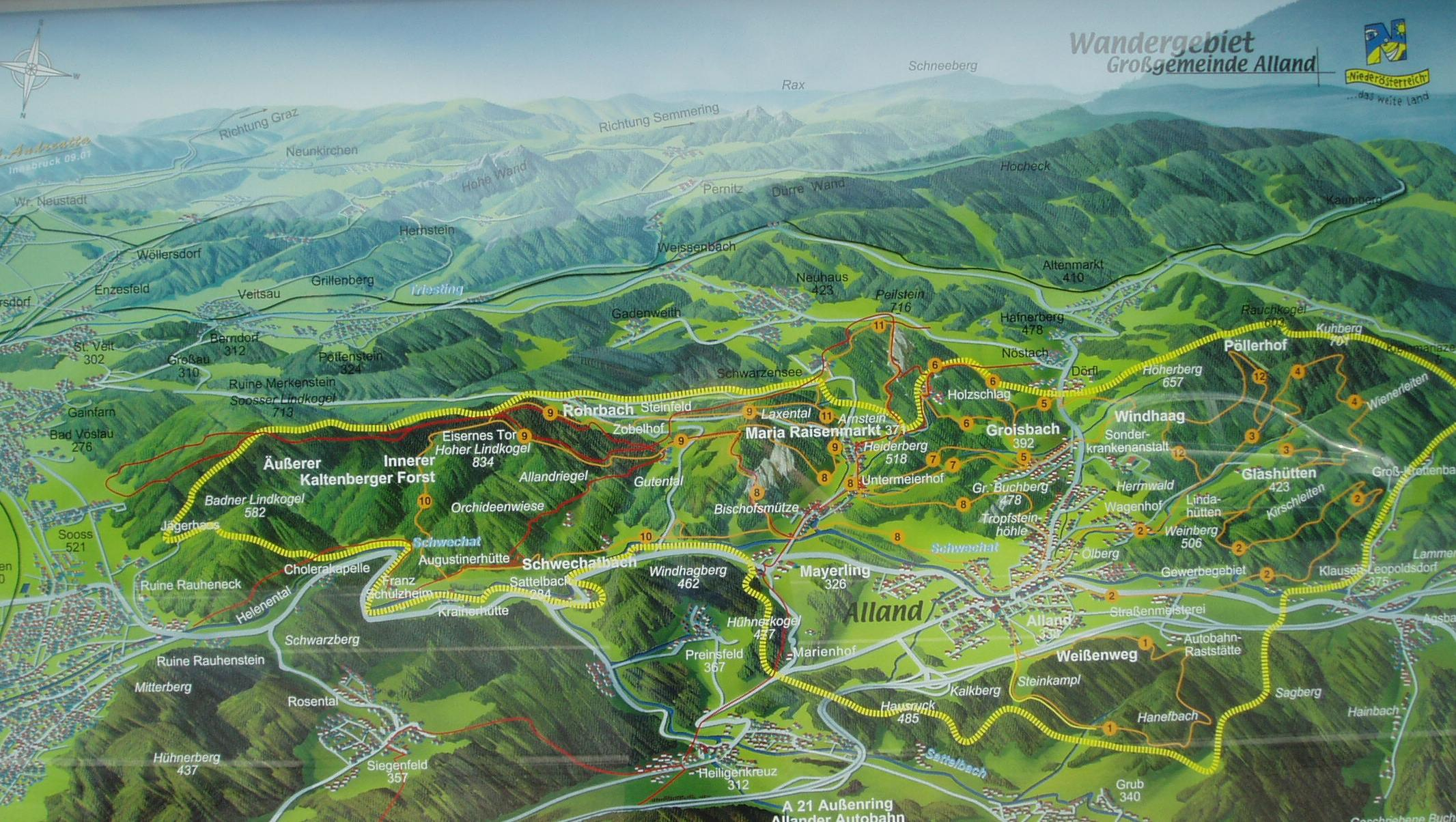
Wandergebiet Alland Karte

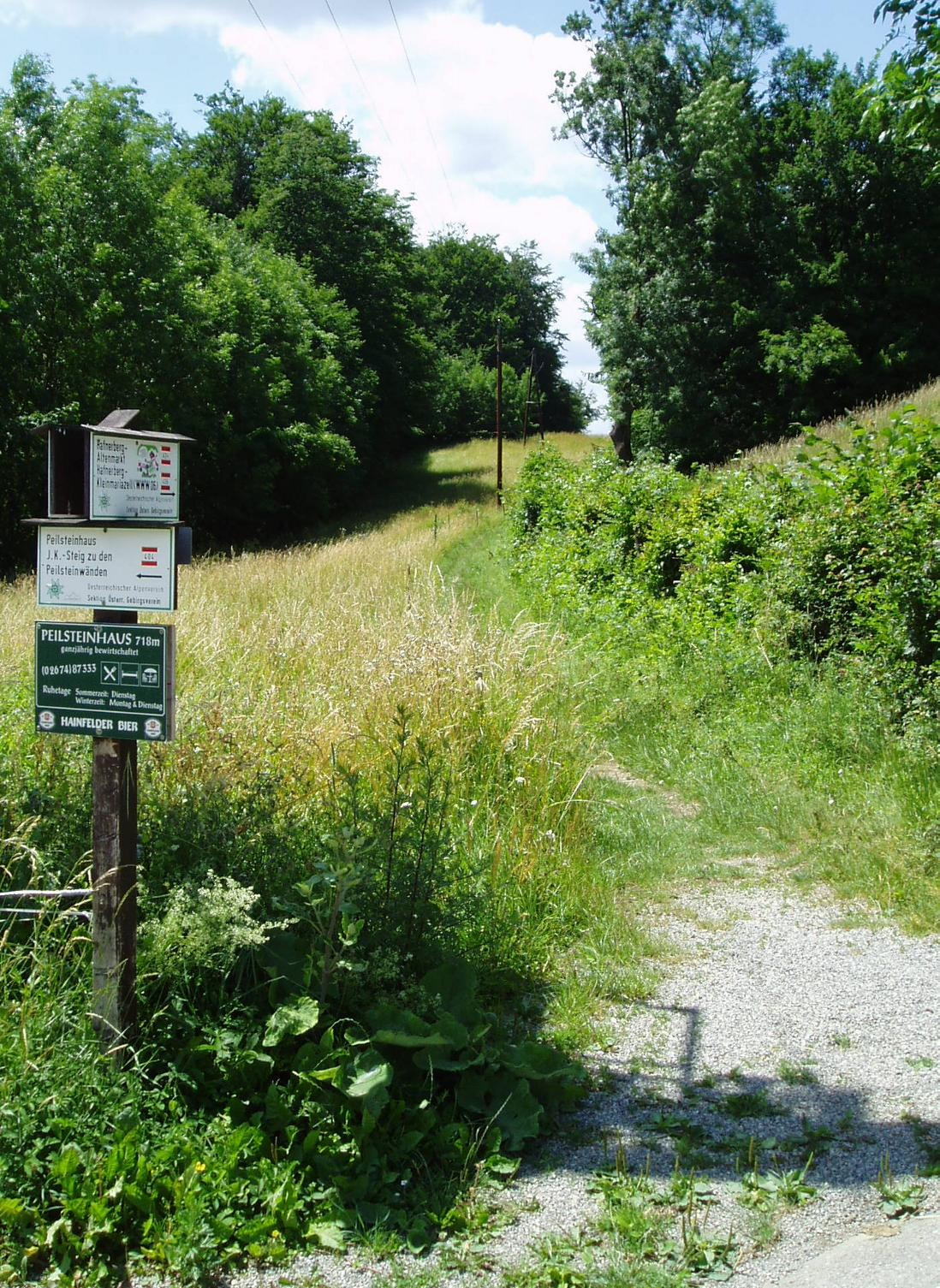
Wegweiser auf der Sattelhöhe

Holzschlag ist eine einsam gelegene Häuserrotte in der Nähe von Maria Raisenmarkt, bestehend aus vier Bauernhöfen und etwa 15 Häusern an einem Bergsattel. Holzschlag gehört zur Marktgemeinde Alland.
Das Dörfchen ist nur durch eine Abzweigung der Straße von Maria Raisenmarkt nach Schwarzensee zu erreichen. In Holzschlag, nach ca. 3 km durch den Wienerwald, mündet die Straße in einen nicht befahrbaren Waldweg. Auch wegen seiner zwei Gasthäuser ist der Ort Raststation der Wanderer zwischen Nöstach, Groisbach, Maria Raisenmarkt und Peilstein.

## Geschichte
Laut Adressbuch von Österreich waren im Jahr 1938 in Holzschlag ein Gastwirt und einige Landwirte ansässig.

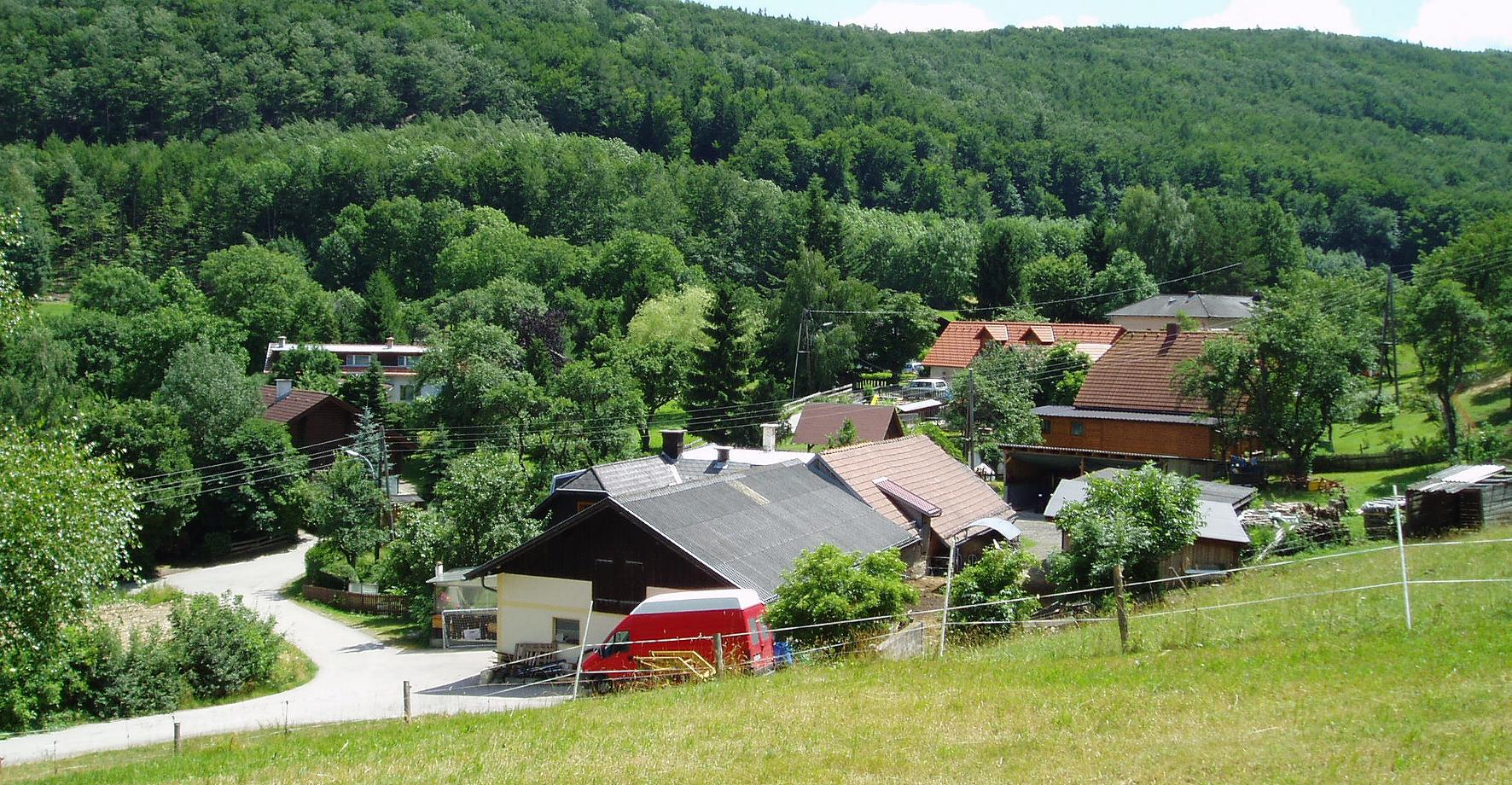
Panorama von Holzschlag
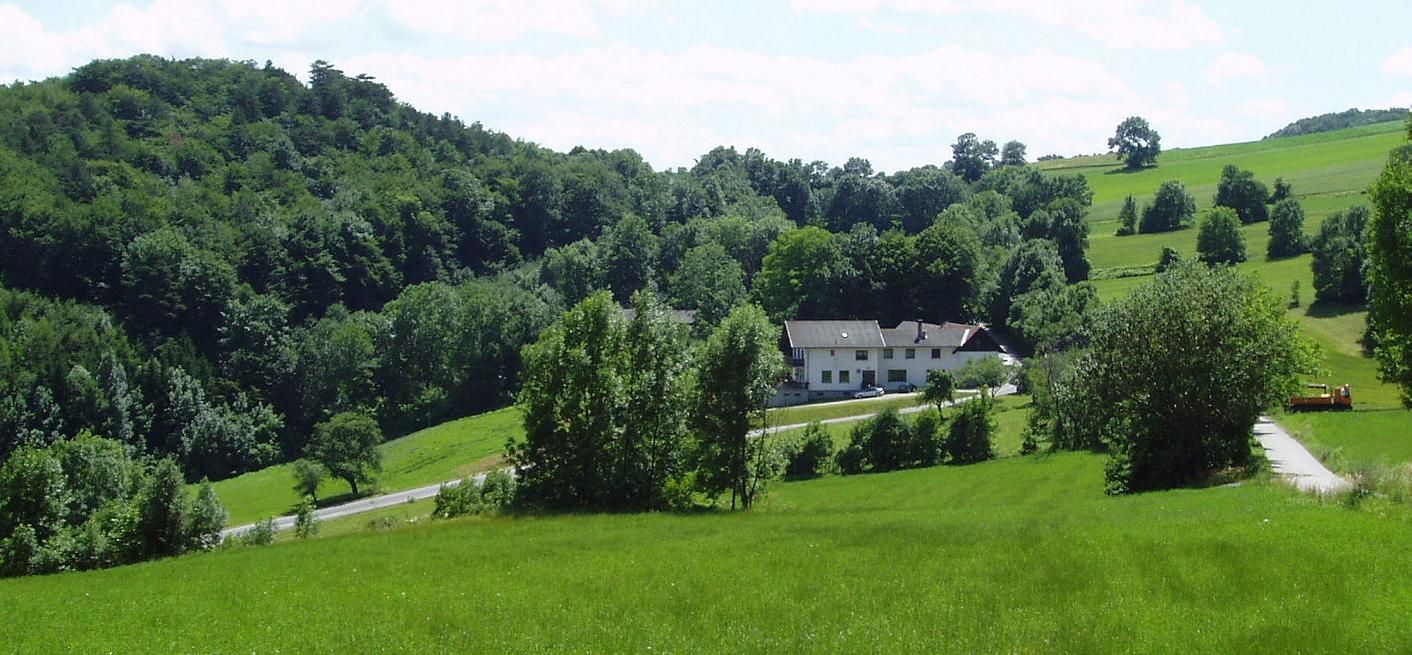
Schwarzenseer Hof Abzweigung
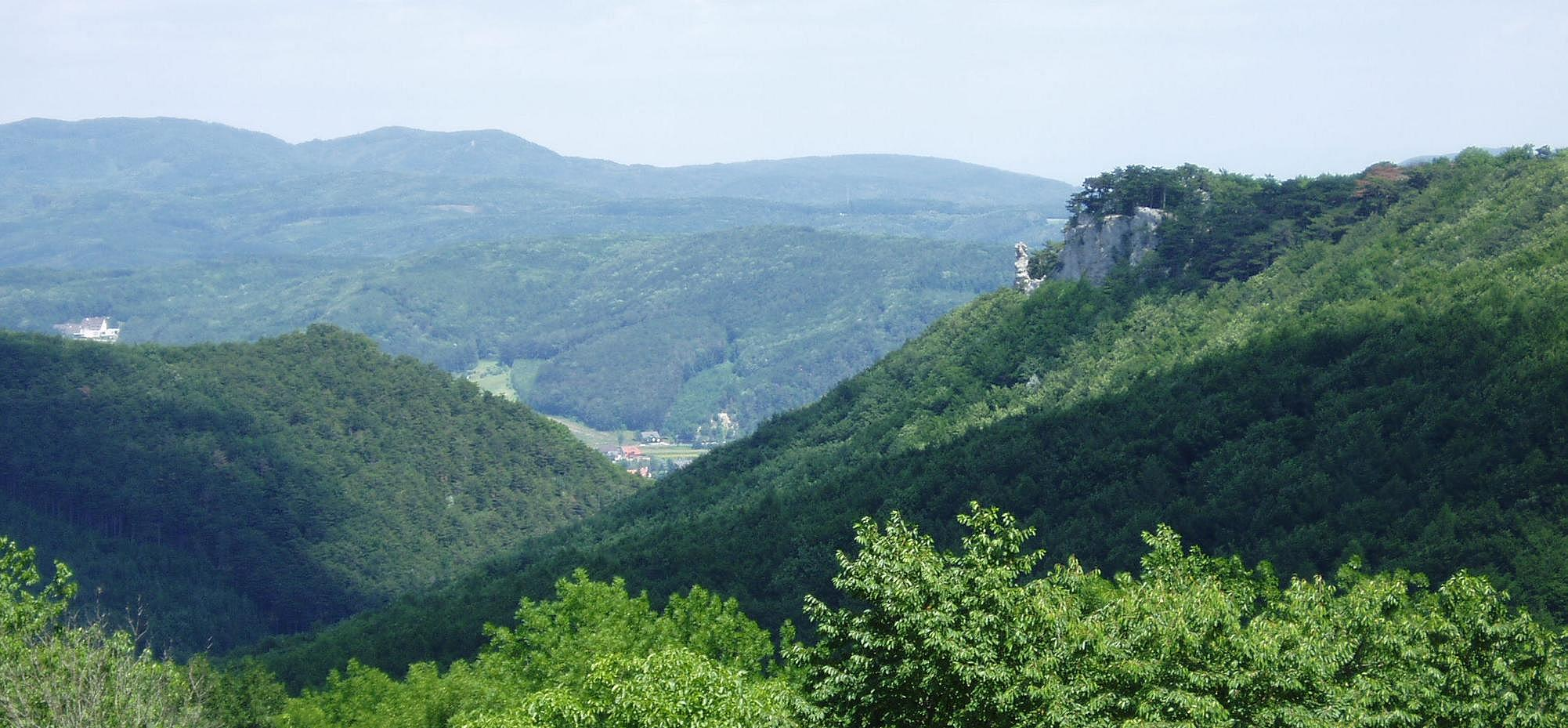
Blick von Holzschlag Richtung Maria Raisenmarkt und Arnsteinnadel
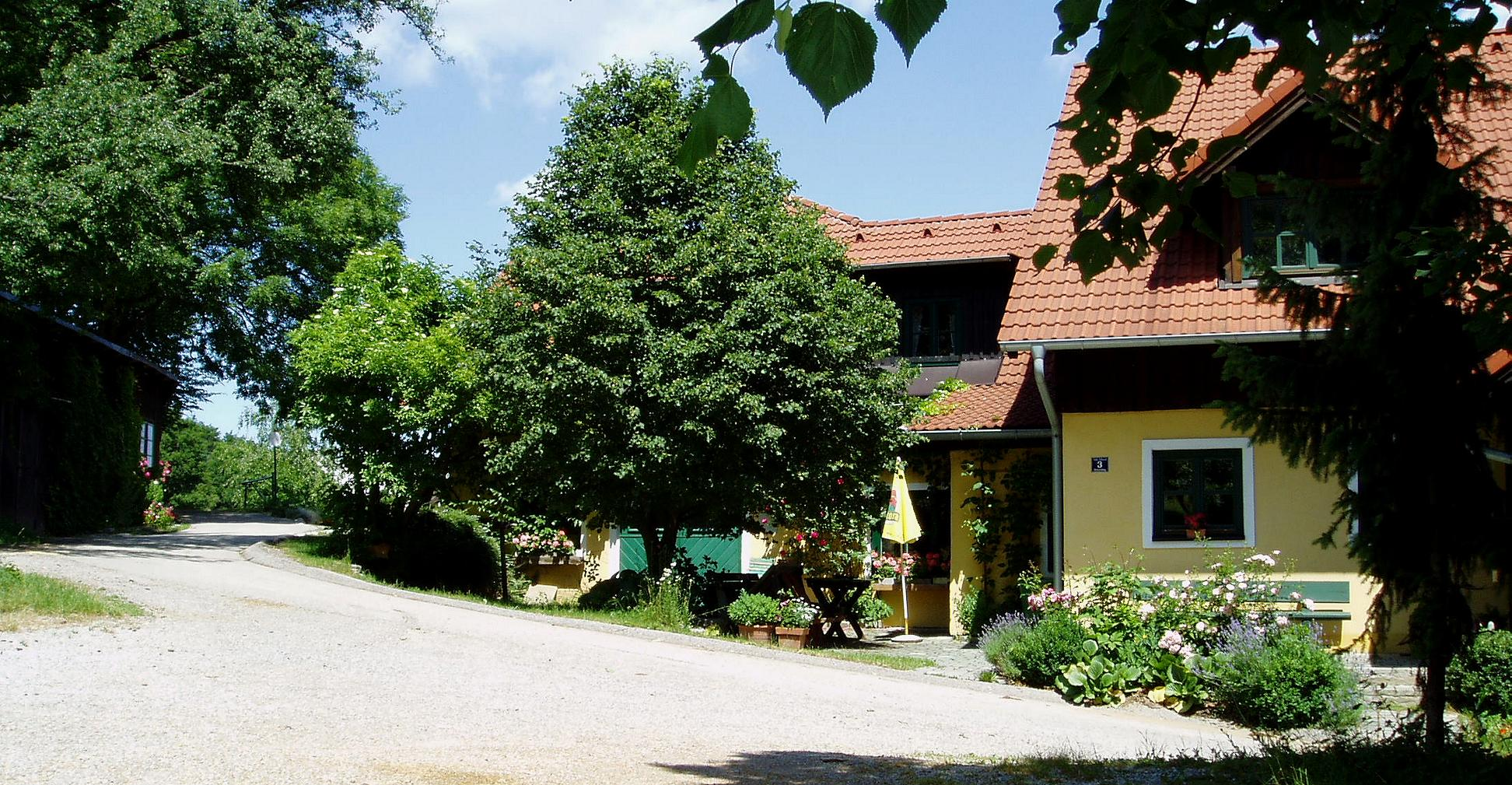
Haus Nr. 3 in Holzschlag